# Luigi Macchi (politico)
Luigi Macchi (Termini Imerese, 14 settembre 1871 – Catania, 17 marzo 1942) è stato un politico italiano.
Fu un importante esponente dei Fasci siciliani e il principale collaboratore di Giuseppe de Felice Giuffrida, fondatore dell'organizzazione. Nel 1924 fu tra i secessionisti dell'Aventino.